# Britânia
Britânia là một đô thị thuộc bang Goiás, Brasil. Đô thị này có diện tích 1461,181 km², dân số năm 2007 là 5717 người, mật độ 3,9 người/km².